# Multifokale motorische Neuropathie
Die multifokale motorische Neuropathie (MMN) ist eine erworbene, langsam progrediente Erkrankung motorischer Nerven ohne Beteiligung sensibler oder vegetativer Nervenfasern. Sie gehört zu den Polyneuropathien
und ist immunvermittelt. Oft lassen sich Gangliosid-GM1-Antikörper nachweisen. Die Erkrankung wird dem Guillain-Barré-Syndrom zugerechnet. Die Erstbeschreibung der MMN erfolgte durch Perry & Clark 1988.

## Klinisches Bild
Die MMN macht sich durch eine in 94 % der Fälle asymmetrische Muskelschwäche distal an den Extremitäten bemerkbar, wobei die oberen Extremitäten anfangs häufiger betroffen sind als die unteren Extremitäten. Die MMN betrifft vor allem den Nervus ulnaris und den Nervus medianus. Trotz der Muskelschwäche kommt es selten zu Muskelatrophien, jedoch können auch Muskelkrämpfe und Faszikulationen auftreten. Selten sind die Hirnnerven beteiligt (2 %), sehr selten (1 %) kommt es zu einer Atemlähmung durch Beteiligung der Zwerchfellnerven.
Die Erkrankung ist sehr selten und hat eine Prävalenz von mindestens 0,6 pro 100.000 Menschen. Meist tritt sie zwischen dem 30. und 50. Lebensjahr auf. Männer sind zwei- bis dreimal häufiger betroffen als Frauen. Die ersten Symptome treten bei Männern früher, durchschnittlich im Alter von 38 Jahren auf, im Gegensatz zu einem Durchschnittsalter von 45 Jahren bei Frauen.

## Diagnostik
Die MMN wird oft mit Erkrankungen des unteren Motoneurons mit traumatischer, druckbedingter (Nervenkompressionssyndrom), degenerativer (spinale Muskelatrophie; amyotrophe Lateralsklerose) oder hereditärer Genese verwechselt. Die Abgrenzung erfolgt hauptsächlich klinisch und elektrophysiologisch. Blut- oder Liquoranalysen und Bildgebung sind nur ausnahmsweise hilfreich bzw. nötig. Entscheidend ist der Nachweis von Nervenleitungsblöcken (NLB) in den motorischen Elektroneurografien, die sensiblen Neurografien sind unauffällig.

## Differentialdiagnostik
Differentialdiagnostisch müssen die Amyotrophe Lateralsklerose und eine Myositis ausgeschlossen werden. Eine Porphyrie, eine Intoxikation mit Blei sowie eine monoklonale Gammopathie können ähnliche Symptome zeigen. Bei der MADSAM (Multifocal acquired demyelinating sensory and motor neuropathy oder Lewis-Sumner-Syndrom) handelt es sich um eine
Neuropathie mit ähnlicher Klinik wie bei der MMN, jedoch treten zusätzliche (multifokale) sensible Ausfälle mit pathologischen sensiblen Neurografien auf. Letztere spricht auf Corticosteroide an.

## Therapie
Die Behandlung erfolgt in der Regel mit Immunglobulinen. Bei vierzig bis sechzig Prozent der betroffenen Patienten kann mit der Gabe von Immunglobulinen ein Fortschreiten der Erkrankung verhindert werden. Während der durchschnittlich sechs Jahre dauernden Erhaltungstherapie wurde die mittlere Dosis von zwölf auf siebzehn Gramm pro Woche erhöht. Eine ungünstige Prognose mit ernsthafter Schwäche und Behinderung war dabei mit der Dauer assoziiert, in der die Krankheit unbehandelt geblieben war, jedoch nicht mit der Dauer der Immunglobulintherapie.